# Thomas J. Watson
Thomas J. Watson, Thomas John Watson, Sr., född 17 februari 1874, död 19 juni 1956, ledde företaget IBM (International Business Machines) 1914–1956.
Thomas J. Watson blev företagets vd 1914 och döpte om det till International Business Machines 1924. Utifrån sina erfarenheter från NCR kom Thomas J. Watson att införa flera effektiva affärstaktiker: fokus på kundservice, generösa provisioner på försäljning och en stolthet över bolaget och lojalitet. Taktiken blev framgångsrik och IBM expanderade världen över och etablerade verksamhet i Europa, Sydamerika, Asien och Australien. Watson hade en central roll i skapandet av IBM-kulturen, bland annat genom införandet av sloganen "Think" år 1915. Företaget IBM har idag ca 440 000 anställda varav ca 4 000 i Sverige.

## Berömt felcitat
Watson är känd för att 1943 gjort uttalandet "Jag tror att det finns en världsmarknad för fem datorer", det har dock aldrig bevisats att han verkligen gjorde uttalandet.